# Saint-Aubin-sur-Mer (Calvados)
Saint-Aubin-sur-Mer é uma comuna francesa na região administrativa da Normandia, no departamento de Calvados. Estende-se por uma área de 3,03 km². Em 2010 a comuna tinha 2 355 habitantes (densidade: 777,2 hab./km²).